# Dyskografia Chrisa Browna
Artykuł przedstawia całkowitą dyskografię amerykańskiego wokalisty R&B Chrisa Browna. Artysta w sumie wydał sześć albumów studyjnych, trzydzieści sześć singli oraz trzydzieści pięć teledysków, dzięki wytwórni Sony Music.
Chris Brown zadebiutował w roku 2005, kiedy na rynkach muzycznych ukazał się singel „Run It!” z gościnnym udziałem rapera Juelza Santany. Piosenka zyskała komercyjny sukces znajdując się na szczycie notowania Billboard Hot 100 przez pięć tygodni. W listopadzie tego samego roku ukazał się pierwszy album studyjny wokalisty zatytułowany Chris Brown; wydawnictwo znalazło się na pozycji drugiej zestawienia Billboard 200 zyskując status podwójnie platynowej płyty nadanej przez Recording Industry Association of America za sprzedaż przekraczającą dwa miliony egzemplarzy w Stanach Zjednoczonych. Dwa lata po debiucie, w roku 2007 ukazał się drugi album studyjny artysty Exclusive promowany sześcioma utworami; trzy z nich zyskały komercyjny sukces ugruntowując pozycję Browna na rynku muzycznym. Wydawnictwo sprzedało się w ponad dwumilionowym nakładzie zyskując certyfikat podwójnej platyny w rodzimym kraju.
W roku 2009 na rynkach muzycznych ukazał się trzeci album studyjny wokalisty Graffiti, który nie zyskał komercyjnego sukcesu. Promocję wydawnictwa zakończono w roku 2010, wydając dwa single ustępując promocji kolejnemu materiałowi nagranego przez Browna. W roku 2011 miała miejsce premiera czwartego albumu studyjnego artysty F.A.M.E., który zyskał sukces komercyjny zarówno w Stanach Zjednoczonych jak i krajach europejskich. Wydawnictwo promowało sześć singli, zaś piosenka „Yeah 3x” jest najlepiej sprzedającym się singlem w karierze Browna w Australii. Piąty album studyjny artysty, Fortune wydane zostało w roku 2012 i zyskało umiarkowany sukces na światowych rynkach muzycznych będąc certyfikowanym jedynie w Wielkiej Brytanii, gdzie uzyskało status złotej płyty przyznany przez British Phonographic Industry. Album promowały single „Turn Up the Music” oraz „Don't Wake Me Up”, które notowane były na ważniejszych światowych notowaniach najpopularniejszych singli.

## Albumy studyjne
| Chris Brown                                         | - Wydany: 29 listopada 2005 - Wytwórnia: Jive - Format: CD, digital download | 2 | 1 | 57 | –  | 51  | 31 | 71 | 47 | 8  | 18 | 29 | - US: 2× platyna - AUS: Złoto - CAN: Złoto - NZ: Złoto - UK: Złoto |
| Exclusive                                           | - Wydany: 6 listopada 2007 - Wytwórnia: Jive - Format: CD, digital download  | 4 | 2 | 5  | 16 | 53  | 91 | 2  | 63 | 3  | 28 | 3  | - US: 2× platyna - AUS: 2× platyna - NZ: 2× platyna - UK: Platyna  |
| Graffiti                                            | - Wydany: 4 grudnia 2009 - Wytwórnia: Jive - Format: CD, digital download    | 7 | 1 | 40 | –  | 134 | 83 | 47 | 83 | 40 | –  | 55 | - UK: Srebro                                                       |
| F.A.M.E.                                            | - Wydany: 18 marca 2011 - Wytwórnia: Jive - Format: CD, digital download     | 1 | 1 | 3  | 6  | 44  | 39 | 8  | 16 | 7  | 34 | 10 | - US: Złoto - AUS: Złoto - IRL: Złoto - UK: Złoto                  |
| Fortune                                             | - Wydany: 29 czerwca 2012 - Wytwórnia: RCA - Format: CD, digital download    | 1 | 1 | 2  | 6  | 8   | 13 | 4  | 1  | 1  | 10 | 1  | - UK: Złoto                                                        |
| X                                                   | - Wydany: 16 września 2014 - Wytwórnia: RCA - Format: CD, digital download   | 2 | 1 | 4  | 2  | 6   | 11 | 5  | 5  | 3  | 3  | 4  |                                                                    |
| Indigo                                              | - Wydany: 28 czerwca 2019 - Wytwórnia: RCA - Format: CD, digital download    | 1 | 1 | 3  | 2  | 29  | 31 | 23 | 11 | 3  | 9  | 7  | - POL: Złoto                                                       |
| "–" album nie był notowany, bądź nie został wydany. |                                                                              |   |   |    |    |     |    |    |    |    |    |    |                                                                    |

## Mixtape'y
| Tytuł                         | Informacje o mixtapie                                                                                     |
| ----------------------------- | --- |
| In My Zone (Rhythm & Streets) | - Wydana: 14 lutego 2010 - Format: Digital download - Przygotowany przez DJ-a Drama i DJ-a Sense          |
| Fan of a Fan (wraz z Tyga)    | - Wydana: 16 maja 2010 - Format: Digital download - Przygotowany przez DJ-a Ill Willa i DJ-a Rockstara    |
| In My Zone 2                  | - Wydana: 26 listopada 2010 - Format: Digital download - Przygotowany przez DJ-a Drama i DJ-a Babey Drewa |
| Boy in Detention              | - Wydana: 5 sierpnia 2011 - Format: Digital download                                                      |
| X Files                       | - Wydana: 19 listopada 2013 - Format: Digital download                                                    |

## Single
| „Run It!” (z gościnnym udziałem Juelza Santany)                        | 2005 | 1  | 1  | 1  | –  | 19  | 5  | 2  | 9  | 1  | 5  | 2  | - US: Platyna - AUS: Złoto - UK: Srebro                               | Chris Brown               |
| „Yo (Excuse Me Miss)”                                                  | 2005 | 7  | 2  | 10 | –  | –   | 56 | 16 | 67 | 9  | 34 | 13 | - US: Złoto                                                           | Chris Brown               |
| „Gimme That” (z gościnnym udziałem Lil Wayne'a)                        | 2006 | 15 | 5  | –  | –  | 45  | 47 | 23 | 94 | –  | 30 | 23 | - US: Złoto                                                           | Chris Brown               |
| „Say Goodbye”                                                          | 2006 | 10 | 1  | –  | –  | –   | –  | –  | –  | –  | –  | –  | - US: Złoto                                                           | Chris Brown               |
| „Poppin”                                                               | 2006 | 42 | 5  | –  | –  | –   | –  | –  | –  | –  | –  | –  | –                                                                     | Chris Brown               |
| „Wall to Wall”                                                         | 2007 | 79 | 22 | 21 | –  | –   | 59 | 47 | –  | 15 | 87 | 75 | - AUS: Złoto                                                          | Exclusive                 |
| „Kiss Kiss” (z gościnnym udziałem T-Paina)                             | 2007 | 1  | 2  | 8  | 6  | –   | –  | 19 | –  | 1  | 69 | 38 | - US: 2× platyna - AUS: Platyna - NZ: Platyna                         | Exclusive                 |
| „This Christmas”                                                       | 2007 | 62 | 27 | –  | –  | –   | –  | –  | –  | –  | –  | –  | –                                                                     | This Christmas soundtrack |
| „With You”                                                             | 2007 | 2  | 5  | 5  | 2  | 11  | 33 | 3  | 56 | 1  | 24 | 8  | - US: Platyna - AUS: 2× platyna - NZ: Platyna - UK: Srebro            | Exclusive                 |
| „No Air” (wraz z Jordin Sparks)                                        | 2008 | 3  | 4  | 1  | 3  | –   | 10 | 2  | 17 | 1  | 8  | 3  | - US: Platyna - AUS: Platyna - NZ: 2× platyna - UK: Złoto             | Jordin Sparks             |
| „Take You Down”                                                        | 2008 | 43 | 4  | –  | –  | –   | –  | –  | –  | 7  | –  | 92 | –                                                                     | Exclusive                 |
| „Forever”                                                              | 2008 | 2  | 62 | 7  | 2  | 25  | 20 | 1  | 51 | 1  | 22 | 4  | - AUS: 2× platyna - NZ: Platyna - UK: Srebro                          | Exclusive                 |
| „Superhuman” (z gościnnym udziałem Keri Hilson)                        | 2008 | –  | –  | 30 | –  | –   | –  | 15 | –  | 15 | –  | 32 | - NZ: Złoto                                                           | Exclusive                 |
| „I Can Transform Ya” (z gościnnym udziałem Lil Wayne'a & Swizz Beatza) | 2009 | 20 | 11 | 21 | 54 | –   | –  | 21 | 57 | 7  | –  | 26 | - AUS: Złoto - NZ: Platyna                                            | Graffiti                  |
| „Crawl”                                                                | 2009 | 53 | 59 | 67 | 72 | –   | –  | 39 | –  | 16 | –  | 35 | –                                                                     | Graffiti                  |
| „Deuces” (z gościnnym udziałem Tyga & Kevina McCalla)                  | 2010 | 14 | 1  | –  | –  | –   | –  | –  | –  | 23 | –  | 68 | –                                                                     | Fan of a Fan              |
| „Yeah 3x”                                                              | 2010 | 15 | –  | 4  | 12 | 59  | 7  | 8  | 22 | 1  | 7  | 6  | - AUS: 5× platyna - GER: Złoto - NZ: Platyna - SWI: Złoto - UK: Złoto | F.A.M.E.                  |
| „No Bullshit”                                                          | 2011 | 62 | 3  | –  | –  | –   | –  | –  | –  | –  | –  | –  | –                                                                     | Fan of a Fan              |
| „Look at Me Now” (z gościnnym udziałem Lil Wayne'a & Busta Rhymesa)    | 2011 | 6  | 1  | 46 | 51 | 85  | –  | –  | –  | 37 | –  | 44 | - AUS: Złoto                                                          | F.A.M.E.                  |
| „Beautiful People” (z gościnnym udziałem Benny'ego Benassi)            | 2011 | 43 | –  | 7  | 22 | 26  | 30 | 3  | 25 | 6  | 26 | 4  | - AUS: 2× platyna - NZ: Złoto - UK: Platyna                           | F.A.M.E.                  |
| „She Ain't You”                                                        | 2011 | 27 | 5  | 27 | 80 | –   | –  | –  | –  | 27 | –  | 53 | - AUS: Złoto                                                          | F.A.M.E.                  |
| „Next to You” (z gościnnym udziałem Justina Biebera)                   | 2011 | 26 | –  | 22 | 36 | –   | 28 | 19 | –  | 11 | 74 | 14 | - AUS: Platyna - NZ: Złoto - UK: Srebro                               | F.A.M.E.                  |
| „Wet the Bed” (z gościnnym udziałem Ludacrisa)                         | 2011 | 77 | 6  | –  | –  | –   | –  | –  | –  | –  | –  | –  | –                                                                     | F.A.M.E.                  |
| „Strip” (z gościnnym udziałem Kevina McCalla)                          | 2011 | 37 | 3  | 76 | –  | –   | –  | –  | 95 | –  | –  | 78 | –                                                                     | Boy in Detention          |
| „Turn Up the Music”                                                    | 2012 | 10 | 81 | 6  | 19 | 39  | 34 | 12 | 30 | 9  | 39 | 1  | - AUS: 2× platyna - NZ: Złoto - UK: Srebro                            | Fortune                   |
| „Sweet Love”                                                           | 2012 | 89 | 25 | –  | –  | –   | –  | –  | –  | –  | –  | –  | –                                                                     | Fortune                   |
| „Till I Die” (z gościnnym udziałem Big Seana & Wiza Khalifa)           | 2012 | –  | 12 | –  | –  | –   | –  | –  | –  | –  | –  | –  | –                                                                     | Fortune                   |
| „Don't Wake Me Up”                                                     | 2012 | 10 | –  | 2  | 22 | 11  | 11 | 4  | 34 | 2  | 12 | 2  | - AUS: 3× platyna - GER: Złoto - NZ: Platyna - UK: Złoto              | Fortune                   |
| „Don't Judge Me”                                                       | 2012 | 67 | 3  | 42 | –  | 22  | 38 | –  | –  | –  | –  | 42 | –                                                                     | Fortune                   |
| „Fine China”                                                           | 2013 | 31 | 8  | 26 | 71 | 43  | –  | 65 | 65 | 21 | –  | 23 | - AUS: Złoto                                                          | X                         |
| „Don't Think They Know” (z gościnnym udziałem Aaliyah)                 | 2013 | 81 | 42 | –  | –  | 162 | –  | –  | –  | –  | –  | 94 | –                                                                     | X                         |
| „Love More” (z gościnnym udziałem Nicki Minaj)                         | 2013 | 23 | 6  | 29 | –  | 148 | 48 | –  | –  | –  | –  | 32 | - AUS: Złoto                                                          | X                         |
| „Loyal” (z gościnnym udziałem Frencha Montany/Tyga/Too $horta)         | 2013 | 9  | 4  | 42 | 71 | 35  | 54 | 49 | 98 | 19 | –  | 10 | - AUS: Złoto - UK: Złoto                                              | X                         |
| „New Flame” (z gościnnym udziałem Ushera & Rick Rossa)                 | 2014 | 27 | 6  | 61 | –  | 75  | –  | –  | –  | 35 | –  | 10 | –                                                                     | X                         |
| „Five More Hours” (oraz Deorro)                                        | 2015 |    |    |    |    |     |    |    |    |    |    |    | - POL: Platyna                                                        | Good Evening              |
| „No Guidance” (gośc. Drake)                                            | 2019 |    |    |    |    |     |    |    |    |    |    |    | - POL: Złoto                                                          | Indigo                    |
| „Under the Influence”                                                  | 2022 |    |    |    |    |     |    |    |    |    |    |    | - POL: 2x platyna                                                     | Indigo                    |
| "–" singel nie był notowany, bądź nie został wydany.                   |      |    |    |    |    |     |    |    |    |    |    |    |                                                                       |                           |

### Z gościnnym udziałem
| „Shortie Like Mine” (Bow Wow featuring Chris Brown)                                         | 2006 | 9  | 2  | 36 | –  | –   | –  | –  | –  | 2  | –  | –  | The Price of Fame                         |
| „Shawty Get Loose” (Lil' Mama featuring T-Pain & Chris Brown)                               | 2008 | 10 | 43 | 41 | 38 | –   | –  | –  | –  | 3  | –  | 57 | VYP (Voice of the Young People)           |
| „Get Like Me” (David Banner featuring Chris Brown)                                          | 2008 | 16 | 7  | –  | –  | –   | –  | –  | –  | –  | –  | –  | The Greatest Story Ever Told              |
| „What Them Girls Like” (Ludacris featuring Chris Brown & Sean Garrett)                      | 2008 | 33 | 17 | 98 | 53 | –   | –  | –  | –  | –  | –  | –  | Theater of the Mind                       |
| „Make the World Go Round” (Nas featuring Chris Brown & Game)                                | 2008 | –  | –  | –  | –  | –   | –  | –  | –  | –  | –  | –  | Untitled                                  |
| „Freeze” (T-Pain featuring Chris Brown)                                                     | 2008 | 38 | 39 | 26 | 45 | –   | –  | –  | –  | 23 | –  | 62 | Thr33 Ringz                               |
| „Work That!” (Teriyaki Boyz featuring Pharrell & Chris Brown)                               | 2009 | –  | –  | –  | –  | –   | –  | –  | –  | –  | –  | –  | Serious Japanese                          |
| „Head of My Class” (Scooter Smiff featuring Chris Brown)                                    | 2009 | –  | –  | –  | –  | –   | –  | –  | –  | –  | –  | –  | —                                         |
| „Drop It Low” (Ester Dean featuring Chris Brown)                                            | 2009 | –  | –  | –  | –  | –   | –  | –  | –  | –  | –  | –  | More Than a Game soundtrack               |
| „Back to the Crib” (Juelz Santana featuring Chris Brown)                                    | 2009 | –  | 60 | –  | –  | –   | –  | –  | –  | –  | –  | –  | Born to Lose, Built to Win                |
| „Make a Movie” (Twista featuring Chris Brown)                                               | 2010 | 71 | 6  | –  | –  | –   | –  | –  | –  | –  | –  | –  | The Perfect Storm                         |
| „Get Back Up” (T.I. featuring Chris Brown)                                                  | 2010 | 70 | 37 | 91 | –  | –   | –  | –  | –  | –  | –  | –  | No Mercy                                  |
| „Ain't Thinkin' 'Bout You” (Bow Wow featuring Chris Brown)                                  | 2010 | –  | 51 | –  | –  | –   | –  | –  | –  | –  | –  | –  | Underrated                                |
| „Champion” (Chipmunk featuring Chris Brown)                                                 | 2011 | –  | –  | –  | –  | –   | –  | 12 | –  | –  | –  | 2  | Transition                                |
| „My Last” (Big Sean featuring Chris Brown)                                                  | 2011 | 30 | 4  | –  | –  | –   | –  | –  | –  | –  | –  | –  | Finally Famous                            |
| „One Night Stand” (Keri Hilson featuring Chris Brown)                                       | 2011 | –  | 19 | –  | –  | –   | –  | –  | –  | –  | –  | –  | No Boys Allowed                           |
| „Best Love Song” (T-Pain featuring Chris Brown)                                             | 2011 | 33 | –  | 32 | –  | –   | –  | –  | –  | –  | –  | 40 | Revolver                                  |
| „Pot of Gold” (Game featuring Chris Brown)                                                  | 2011 | –  | 53 | –  | –  | –   | –  | –  | –  | –  | 72 | 58 | The R.E.D. Album                          |
| „Body 2 Body” (Ace Hood featuring Chris Brown)                                              | 2011 | 65 | 6  | –  | –  | –   | –  | –  | –  | –  | –  | –  | Blood, Sweat & Tears                      |
| „Better with the Lights On” (New Boyz featuring Chris Brown)                                | 2011 | 38 | –  | 90 | –  | –   | –  | –  | –  | –  | –  | –  | Too Cool to Care                          |
| „International Love” (Pitbull featuring Chris Brown)                                        | 2011 | 13 | –  | 15 | 10 | 6   | 21 | 8  | 61 | 7  | 13 | 10 | Planet Pit                                |
| „Legendary” (DJ Khaled featuring Chris Brown, Keyshia Cole & Ne-Yo)                         | 2011 | –  | –  | –  | –  | –   | –  | –  | –  | –  | –  | –  | We the Best Forever                       |
| „Another Round” (Fat Joe featuring Chris Brown)                                             | 2011 | 80 | 5  | –  | –  | –   | –  | –  | –  | –  | –  | –  | —                                         |
| „Birthday Cake” (Rihanna featuring Chris Brown)                                             | 2012 | 24 | 2  | –  | –  | –   | –  | –  | –  | –  | –  | –  | Talk That Talk                            |
| „Right by My Side” (Nicki Minaj featuring Chris Brown)                                      | 2012 | 51 | 21 | –  | –  | –   | –  | –  | –  | –  | –  | 70 | Pink Friday: Roman Reloaded               |
| „Take It to the Head” (DJ Khaled featuring Chris Brown, Rick Ross, Nicki Minaj & Lil Wayne) | 2012 | 58 | 6  | –  | –  | –   | –  | –  | –  | –  | –  | –  | Kiss the Ring                             |
| „I Can Only Imagine” (David Guetta featuring Chris Brown)                                   | 2012 | 44 | –  | 47 | 35 | 40  | 32 | 18 | 98 | 28 | 15 | 18 | Nothing but the Beat                      |
| „Amazing” (David Banner featuring Chris Brown)                                              | 2012 | –  | –  | –  | –  | –   | –  | –  | –  | –  | –  | –  | Nothing but the Beat                      |
| „Put It Down” (Brandy featuring Chris Brown)                                                | 2012 | 65 | 3  | –  | –  | –   | –  | –  | –  | –  | –  | –  | Two Eleven                                |
| „Algo Me Gusta de Ti” (Wisin & Yandel featuring Chris Brown & T-Pain)                       | 2012 | –  | –  | –  | –  | –   | –  | –  | –  | –  | –  | –  | Líderes                                   |
| „Celebration” (Game featuring Chris Brown, Tyga, Lil Wayne & Wiz Khalifa)                   | 2012 | 81 | 24 | –  | –  | –   | –  | –  | –  | –  | –  | –  | Jesus Piece                               |
| „Everyday Birthday” (Swizz Beatz featuring Chris Brown & Ludacris)                          | 2012 | –  | 44 | –  | –  | –   | –  | –  | –  | –  | –  | –  | Haute Living                              |
| „As Your Friend” (Afrojack featuring Chris Brown)                                           | 2013 | 88 | –  | 70 | –  | 44  | 67 | 20 | 30 | –  | –  | 21 | Forget the World                          |
| „Ready” (Fabolous featuring Chris Brown)                                                    | 2013 | 93 | 28 | –  | –  | –   | –  | –  | –  | –  | –  | –  | Loso's Way 2: Rise to Power               |
| „Beat It” (Sean Kingston featuring Chris Brown & Wiz Khalifa)                               | 2013 | 52 | 17 | 40 | –  | 116 | –  | 63 | –  | 25 | –  | –  | Back 2 Life                               |
| „For the Road” (Tyga featuring Chris Brown)                                                 | 2013 | –  | 39 | –  | –  | –   | –  | –  | –  | –  | –  | –  | Hotel California                          |
| „Shots Fired” (Tank featuring Chris Brown)                                                  | 2013 | –  | –  | –  | –  | –   | –  | –  | –  | –  | –  | –  | —                                         |
| „Sweet Serenade” (Pusha T featuring Chris Brown)                                            | 2013 | –  | 44 | –  | –  | –   | –  | –  | –  | –  | –  | –  | My Name Is My Name                        |
| „Show Me” (Kid Ink featuring Chris Brown)                                                   | 2013 | 13 | 3  | 46 | 67 | 58  | 36 | –  | 84 | 40 | 32 | 23 | My Own Lane                               |
| „Rider” (Ace Hood featuring Chris Brown)                                                    | 2013 | –  | –  | –  | –  | –   | –  | –  | –  | –  | –  | –  | Trials & Tribulations                     |
| „It Won't Stop” (Sevyn Streeter featuring Chris Brown)                                      | 2013 | 30 | 9  | –  | –  | –   | –  | –  | –  | –  | –  | –  | Call Me Crazy, But...                     |
| „Episode” (E-40 featuring T.I. & Chris Brown)                                               | 2013 | –  | –  | –  | –  | –   | –  | –  | –  | –  | –  | –  | The Block Brochure: Welcome to the Soil 4 |
| „Main Chick” (Kid Ink featuring Chris Brown)                                                | 2014 | 60 | 16 | –  | –  | 161 | 99 | –  | –  | –  | –  | 69 | My Own Lane                               |
| „Memory” (Asher Monroe featuring Chris Brown)                                               | 2014 | –  | –  | –  | –  | –   | –  | –  | –  | –  | –  | –  | —                                         |
| „Talkin' Bout” (Juicy J featuring Chris Brown & Wiz Khalifa)                                | 2014 | –  | –  | –  | –  | –   | –  | –  | –  | –  | –  | –  | Stay Trippy                               |
| „Hold You Down” (DJ Khaled featuring Chris Brown, August Alsina, Future & Jeremih)          | 2014 | 39 | 10 | –  | –  | –   | –  | –  | –  | –  | –  | –  | I Changed Alot                            |
| „Only” (Nicki Minaj featuring Drake, Lil Wayne & Chris Brown)                               | 2014 | 27 | 8  | 62 | –  | 121 | –  | –  | –  | –  | –  | 35 | The Pinkprint                             |
| „Post to Be” (Omarion featuring Jhené Aiko & Chris Brown)                                   | 2014 | –  | –  | –  | –  | –   | –  | –  | –  | –  | –  | –  | Sex Playlist                              |
| "–" singel nie był notowany, bądź nie został wydany.                                        |      |    |    |    |    |     |    |    |    |    |    |    |                                           |

### Single promocyjne
- 2008 - „Dreamer” z albumu AT&T Team USA Soundtrack
- 2009 - „Sing Like Me” z albumu Graffiti
- 2012 - „Oh Yeah” (z gościnnym udziałem Snoop Dogga & 2 Chainza)
- 2012 - „Calypso”
- 2012 - „Get Down” (z gościnnym udziałem B.o.B)

### Inne notowane piosenki
| Tytuł | Rok  | Najwyższe pozycje na listach | Najwyższe pozycje na listach | Najwyższe pozycje na listach | Najwyższe pozycje na listach | Najwyższe pozycje na listach | Album                  |
| Tytuł | Rok  | US                           | US R&B                       | AUS                          | FRA                          | UK                           | Album                  |
| --- | ---- | ---------------------------- | ---------------------------- | ---------------------------- | ---------------------------- | ---------------------------- | ---------------------- |
| „Bad Girl” (Rihanna featuring Chris Brown)                                                                 | 2009 | –                            | 55                           | –                            | –                            | –                            | —                      |
| „Changed Man”                                                                                              | 2009 | –                            | 64                           | –                            | –                            | –                            | —                      |
| „Turntables” (Ciara featuring Chris Brown)                                                                 | 2009 | –                            | –                            | –                            | –                            | 80                           | Fantasy Ride           |
| „What I Do” (z gościnnym udziałem Pliesa)                                                                  | 2009 | 88                           | –                            | –                            | –                            | –                            | Graffiti               |
| „Marvin's Room” (remix) (z gościnnym udziałem J. Valentina, Dawn Richard, Sevyn Streeter & Kevina McCalla) | 2011 | –                            | 77                           | –                            | –                            | –                            | Boy in Detention       |
| „Arena” (B.o.B featuring T.I. & Chris Brown)                                                               | 2012 | –                            | –                            | 36                           | –                            | –                            | Strange Clouds         |
| „Bassline”                                                                                                 | 2012 | –                            | –                            | –                            | –                            | 122                          | Fortune                |
| „Nobody's Business” (Rihanna featuring Chris Brown)                                                        | 2012 | –                            | 39                           | –                            | 36                           | 63                           | Unapologetic           |
| „I'm Still” (DJ Khaled featuring Chris Brown, Wale, Wiz Khalifa & Ace Hood)                                | 2013 | –                            | 54                           | –                            | –                            | –                            | Suffering from Success |
| „X” | 2014 | 98                           | 26                           | 75                           | 63                           | 91                           | X                      |
| „Songs on 12 Play” (z gościnnym udziałem Treya Songza)                                                     | 2014 | –                            | 48                           | 75                           | –                            | –                            | X                      |
| „Came to Do” (z gościnnym udziałem Akona)                                                                  | 2014 | –                            | –                            | –                            | 174                          | –                            | X                      |
| „Autumn Leaves” (z gościnnym udziałem Kendricka Lamara)                                                    | 2014 | –                            | 36                           | –                            | –                            | –                            | X                      |
| „Drunk Texting” (z gościnnym udziałem Jhené Aiko)                                                          | 2014 | –                            | 47                           | –                            | –                            | –                            | X                      |

## Gościnny wokal
| Piosenka                  | Rok  | Artysta                                                                             | Album                                 |
| ------------------------- | ---- | ----------------------------------------------------------------------------------- | ------------------------------------- |
| „Which One”               | 2006 | Chris Brown                                                                         | In the Mix soundtrack                 |
| „Feel the Steam”          | 2008 | Elephant Man, Chris Brown                                                           | Let's Get Physical                    |
| „Feel the Steam”          | 2009 | T.I., Chris Brown                                                                   | Let's Get Physical                    |
| „Foreplay”                | 2010 | Tank, Chris Brown                                                                   | Now or Never                          |
| „Yesterday”               | 2010 | Diddy - Dirty Money, Chris Brown                                                    | Last Train to Paris                   |
| „I Know”                  | 2010 | Diddy - Dirty Money, Chris Brown, Wiz Khalifa, Sevyn Streeter                       | Last Train to Paris                   |
| „Up” (remix)              | 2011 | Justin Bieber, Chris Brown                                                          | Never Say Never - The Remixes         |
| „Westside”                | 2011 | Jay Rock, Chris Brown                                                               | Follow Me Home                        |
| „Luv Me Girl”             | 2011 | Lloyd, Chris Brown, Veronica Vega                                                   | King of Hearts                        |
| „Undercover”              | 2011 | DJ Drama, Chris Brown, J. Cole                                                      | Third Power                           |
| „Look at Her Go”          | 2011 | T-Pain, Chris Brown                                                                 | Revolver                              |
| „For the Fame”            | 2012 | Tyga, Chris Brown, Wynter Gordon                                                    | Careless World: Rise of the Last King |
| „International (Serious)” | 2012 | Estelle, Chris Brown, Trey Songz                                                    | All of Me                             |
| „Lonely”                  | 2012 | Tank, Chris Brown                                                                   | This Is How I Feel                    |
| „Yao Ming” (remix)        | 2012 | David Banner, Chris Brown, A$AP Rocky                                               | Sex, Drugs & Video Games              |
| „Cyeah Cyeah Cyeah Cyeah” | 2012 | Gucci Mane, Chris Brown, Lil Wayne                                                  | I'm Up                                |
| „Countdown”               | 2012 | 2 Chainz, Chris Brown                                                               | Based on a T.R.U. Story               |
| „That Pole”               | 2012 | Kirko Bangz, Chris Brown                                                            | Procrastination Kills 4               |
| „Sellin' Dreams”          | 2012 | Big Sean, Chris Brown                                                               | Detroit                               |
| „Shut Up”                 | 2012 | Berner, Chris Brown, Problem                                                        | Urban Farmer                          |
| „Hope We Meet Again”      | 2012 | Pitbull, Chris Brown                                                                | Global Warming                        |
| „That Nigga”              | 2013 | Kid Red, Chris Brown                                                                | Redemption                            |
| „R.I.P.” (remix)          | 2013 | Young Jeezy, Chris Brown, YG, Kendrick Lamar                                        | —                                     |
| „Remedy”                  | 2013 | Snoop Lion, Busta Rhymes, Chris Brown                                               | Reincarnated                          |
| „Let's Go”                | 2013 | will.i.am, Chris Brown                                                              | #willpower                            |
| „Let the Blunt Go”        | 2013 | Funkmaster Flex, Problem, Chris Brown                                               | Who You Mad At? Me or Yourself?       |
| „Mad Foo”                 | 2013 | Ludacris, Meek Mill, Swizz Beatz, Pusha T                                           | #IDGAF                                |
| „Dancin Dirty”            | 2013 | Ludacris, Chris Brown                                                               | #IDGAF                                |
| „Lay Your Head Back”      | 2013 | Problem, Tank, Chris Brown, Terrace Martin                                          | The Separation                        |
| „Like Whaaat” (remix)     | 2013 | Problem, Chris Brown, Tyga, Wiz Khalifa, Master P                                   | —                                     |
| „Actin Up”                | 2013 | Asher Roth, Chris Brown, Rye Rye, Justin Bieber                                     | The Greenhouse Effect Vol. 2          |
| „Got My Heart”            | 2013 | Ty Dolla Sign, Chris Brown, Game                                                    | Beach House 2                         |
| „Bigger Than Life”        | 2013 | Birdman, Chris Brown, Lil Wayne, Tyga                                               | Rich Gang                             |
| „F.I.V.E.”                | 2013 | Game, Chris Brown, Lil Wayne                                                        | OKE: Operation Kill Everything        |
| „Throwback”               | 2013 | B.o.B, Chris Brown                                                                  | Underground Luxury                    |
| „When to Stop”            | 2013 | Tyga, Chris Brown                                                                   | Well Done 4                           |
| „I Luv This Shit” (remix) | 2013 | August Alsina, Trey Songz, Chris Brown                                              | Testimony                             |
| „Show Me” (remix)         | 2014 | Kid Ink, Chris Brown, Trey Songz, Juicy J, 2 Chainz                                 | —                                     |
| „Hot Nigga” (remix)       | 2014 | Bobby Shmurda, Fabolous, Chris Brown, Jadakiss, Rowdy Rebel, Busta Rhymes, Yo Gotti | —                                     |
| „Private Show”            | 2014 | T.I., Chris Brown                                                                   | Paperwork                             |
| „Fuck Yo Feelings”        | 2014 | Game, Lil Wayne, Chris Brown                                                        | Blood Moon: Year of the Wolf          |
| „Do Not Disturb”          | 2014 | Teyana Taylor, Chris Brown                                                          | VII                                   |

## Teledyski
| Tytuł                    | Rok  | Reżyser                      |
| ------------------------ | ---- | ---------------------------- |
| „Run It!”                | 2005 | Erik White                   |
| „Yo (Excuse Me Miss)”    | 2005 | Erik White, Chris Brown      |
| „Gimme That”             | 2006 | Erik White                   |
| „Say Goodbye”            | 2006 | Jessy Terrero                |
| „Wall to Wall”           | 2007 | Erik White, Chris Brown      |
| „Kiss Kiss”              | 2007 | Erik White, Chris Brown      |
| „This Christmas”         | 2007 | Chris Brown                  |
| „With You”               | 2007 | Erik White, Chris Brown      |
| „Take You Down”          | 2008 | Harvey White                 |
| „Forever”                | 2008 | Joseph Kahn                  |
| „Superhuman”             | 2008 | Erik White                   |
| „I Can Transform Ya”     | 2009 | Joseph Kahn                  |
| „Crawl”                  | 2009 | Joseph Kahn                  |
| „Deuces”                 | 2010 | Colin Tilley                 |
| „No Bullshit”            | 2010 | Colin Tilley                 |
| „Yeah 3x”                | 2010 | Colin Tilley                 |
| „Look at Me Now”         | 2011 | Colin Tilley                 |
| „Beautiful People”       | 2011 | —                            |
| „Matrix”                 | 2011 | Colin Tilley                 |
| „Spend It All”           | 2011 | —                            |
| „She Ain't You”          | 2011 | Colin Tilley                 |
| „Should've Kissed You”   | 2011 | —                            |
| „Next to You”            | 2011 | Colin Tilley                 |
| „All About You”          | 2011 | —                            |
| „Strip”                  | 2011 | Colin Tilley                 |
| „Turn Up the Music”      | 2012 | Godfrey Taberez, Chris Brown |
| „How I Feel”             | 2012 | —                            |
| „Sweet Love”             | 2012 | Godfrey Taberez, Chris Brown |
| „Till I Die”             | 2012 | Chris Brown                  |
| „Don't Wake Me Up”       | 2012 | Colin Tilley                 |
| „Don't Judge Me”         | 2012 | Colin Tilley                 |
| „Fine China”             | 2013 | Chris Brown, Sylvain White   |
| „Don't Think They Know”  | 2013 | Chris Brown                  |
| „Love More”              | 2013 | Chris Brown                  |
| „Loyal”                  | 2014 | Chris Brown                  |
| „New Flame”              | 2014 | Breezy                       |
| „Don't Be Gone Too Long” | 2014 | Chris Brown                  |

Z gościnnym udziałem
| Tytuł                        | Rok  | Reżyser                         | Artysta                                                                                |
| ---------------------------- | ---- | ------------------------------- | -------------------------------------------------------------------------------------- |
| „Gotta Go”                   | 2005 | Vem, Delante Murphy, Trey Songz | Trey Songz (występ gościnny)                                                           |
| „Shortie Like Mine”          | 2006 | Bryan Barber                    | Bow Wow (feat. Chris Brown)                                                            |
| „Shawty Get Loose”           | 2008 | R. Malcolm Jones                | Lil' Mama (feat. Chris Brown)                                                          |
| „No Air”                     | 2008 | Chris Robinson                  | Jordin Sparks (& Chris Brown)                                                          |
| „Get Like Me”                | 2008 | Ulysses Terrero, Kai Henry      | David Banner (feat. Chris Brown)                                                       |
| „What Them Girls Like”       | 2008 | Chris Robinson                  | Ludacris (feat. Chris Brown & Sean Garrett)                                            |
| „Head of My Class”           | 2008 | Erik White                      | Scooter Smiff (feat. Chris Brown)                                                      |
| „Make the World Go Round”    | 2008 | Chris Robinson                  | Nas (feat. Chris Brown & Game)                                                         |
| „Freeze”                     | 2009 | Syndrome                        | T-Pain (feat. Chris Brown)                                                             |
| „Better on the Other Side”   | 2009 | Taydoe                          | Game (& Chris Brown, Diddy, DJ Khalil, Polow da Don, Mario Winans, Usher, Boyz II Men) |
| „Slow Dance”                 | 2009 | Chris Robinson                  | Keri Hilson (występ gościnny)                                                          |
| „Drop It Low”                | 2009 | Joseph Kahn                     | Ester Dean (feat. Chris Brown)                                                         |
| „Back to the Crib”           | 2009 | Chris Robinson                  | Juelz Santana (feat. Chris Brown)                                                      |
| „Make a Movie”               | 2010 | Colin Tilley                    | Twista (feat. Chris Brown)                                                             |
| „Ain't Thinkin' 'Bout You”   | 2010 | Colin Tilley                    | Bow Wow (feat. Chris Brown)                                                            |
| „Nobody”                     | 2010 | —                               | Jawan Harris (występ gościnny)                                                         |
| „Get Back Up”                | 2010 | Maya Table                      | T.I. (feat. Chris Brown)                                                               |
| „Champion”                   | 2010 | Colin Tilley                    | Chipmunk (feat. Chris Brown)                                                           |
| „Another Planet”             | 2011 | Colin Tilley                    | Juwan Harris (feat. Chris Brown)                                                       |
| „One Night Stand”            | 2011 | Colin Tilley                    | Keri Hilson (feat. Chris Brown)                                                        |
| „My Last”                    | 2011 | Taj Stansberry                  | Big Sean (feat. Chris Brown)                                                           |
| „Best Love Song”             | 2011 | Erik White                      | T-Pain (feat. Chris Brown)                                                             |
| „Better with the Lights Off” | 2011 | Colin Tilley                    | New Boyz (feat. Chris Brown)                                                           |
| „Favor”                      | 2011 | Juwan Lee                       | Lonny Bereal (feat. Kelly Rowland) (występ gościnny)                                   |
| „Pot of Gold”                | 2011 | Bryan Barber                    | Game (feat. Chris Brown)                                                               |
| „Body 2 Body”                | 2011 | Dayo                            | Ace Hood (feat. Chris Brown)                                                           |
| „International Love”         | 2011 | Dave Rousseau                   | Pitbull (feat. Chris Brown)                                                            |
| „Another Round”              | 2011 | Colin Tilley                    | Fat Joe (feat. Chris Brown)                                                            |
| „Why Stop Now”               | 2012 | Hype Williams                   | Busta Rhymes (feat. Chris Brown)                                                       |
| „Right by My Side”           | 2012 | Benny Boom                      | Nicki Minaj (feat. Chris Brown)                                                        |
| „Amazing”                    | 2012 | —                               | David Banner (feat. Chris Brown)                                                       |
| „Take It to the Head”        | 2012 | Colin Tilley                    | DJ Khaled (feat. Chris Brown, Rick Ross, Nicki Minaj & Lil Wayne)                      |
| „I Can Only Imagine”         | 2012 | Colin Tilley                    | David Guetta (feat. Chris Brown)                                                       |
| „Put It Down”                | 2012 | Hype Williams                   | Brandy (feat. Chris Brown)                                                             |
| „Algo Me Gusta de Ti”        | 2012 | Jessy Terrero                   | Wisin & Yandel (feat. Chris Brown & T-Pain)                                            |
| „Celebration”                | 2012 | Matt Alonzo                     | Game (feat. Chris Brown, Tyga, Wiz Khalifa & Lil Wayne))                               |
| „Everyday Birthday”          | 2012 | Taj TPK                         | Swizz Beatz (feat. Chris Brown & Ludacris)                                             |
| „Rum and Raybans”            | 2012 | Hannah Lux Davis                | Sean Kingston (feat. Cher Lloyd) (występ gościnny)                                     |
| „Ready”                      | 2013 | Taj TPK                         | Fabolous (feat. Chris Brown)                                                           |
| „Beat It”                    | 2013 | Colin Tilley                    | Sean Kingston (feat. Chris Brown & Wiz Khalifa)                                        |
| „For the Road”               | 2013 | Colin Tilley                    | Tyga (feat. Chris Brown)                                                               |
| „Sweet Serenade”             | 2013 | Colin Tilley                    | Pusha T (feat. Chris Brown)                                                            |
| „Show Me”                    | 2013 | Chris Brown                     | Kid Ink (feat. Chris Brown)                                                            |
| „It Won't Stop”              | 2013 | Chris Brown                     | Sevyn Streeter (feat. Chris Brown)                                                     |
| „Episode”                    | 2013 | Ben Griffin                     | E-40 (feat. T.I. & Chris Brown)                                                        |
| „Main Chick” (remix)         | 2014 | Alex Moors                      | Kid Ink (feat. Chris Brown & Tyga)                                                     |
| „Memory”                     | 2014 | Chris Brown                     | Asher Monroe (feat. Chris Brown)                                                       |
| „Talkin' Bout”               | 2014 | Benny Boom                      | Juicy J (feat. Chris Brown & Wiz Khalifa)                                              |
| „Hold You Down”              | 2014 | Gil Green                       | DJ Khaled (feat. Chris Brown, August Alsina, Future & Jeremih)                         |
| „Only”                       | 2014 | Hannah Lux Davis                | Nicki Minaj (feat. Drake, Lil Wayne & Chris Brown)                                     |